# Embuscade de Bouka Weré
Guerre du Mali
Batailles
L'embuscade de Bouka Weré a lieu le 14 juin 2020 lors de la guerre du Mali.

## Déroulement
Le 14 juin 2020, un convoi de douze véhicules et 64 soldats de l'armée malienne tombe dans une embuscade djihadiste dans la localité de Bouka Weré, au sud-est de la ville de Diabaly,. Seulement une vingtaine de soldats avec trois véhicules parviennent à regagner le camp de Goma Coura. Un quatrième véhicule est abandonné après s'être embourbé. 
L'attaque a lieu dans une zone d'action de la katiba Macina, affiliée au Groupe de soutien à l'islam et aux musulmans. Le chef djihadiste Ba Ag Moussa est soupçonné d'avoir dirigé l'embuscade. 

## Pertes
Dans un premier temps, des responsables militaires déclarent à l'AFP qu'une quarantaine des 64 soldats du convoi sont portés disparus. Le lendemain, l'armée malienne annonce ensuite un bilan d'au moins 24 morts, trois disparus, huit rescapés et quatre véhicules détruits,. Trois jours plus tard, l'AFP indique que, de source militaire, le bilan est passé à 27 tués et cinq disparus. Ce bilan est confirmé par la MINUSMA dans son rapport du 29 septembre 2020.